# Baltimore Bays
Con il nome di Baltimore Bays furono noti tre club calcistici statunitensi di Baltimora (Maryland): il primo attivo dal 1967 al 1969, il secondo attivo nel biennio 1972-1973 e il terzo attivo dal 1993 al 1998.
Esiste un quarto club, chiamato Baltimore Bays, nato nel 2002 dall'unione del S.C. Baltimore e del Baltimore F.C, attivo nel settore giovanile (maschile e femminile) dai 7 ai 21 anni.

## Storia

### Baltimore Bays 1967-1969
La prima squadra con tale nome esordì nel calcio professionistico nordamericano nel 1967, quando prese parte al campionato, alternativo a quello ufficiale della United Soccer Association, della National Professional Soccer League I, ottenendo il secondo posto finale.
Nel 1968 la squadra si iscrisse alla neonata North American Soccer League, classificandosi quarta nella sua divisione. L'anno successivo, con la NASL ridotta a 5 squadre, il torneo fu diviso in due metà, la cui prima consistette in un girone d'andata e ritorno nel quale le squadre vennero rappresentate da una compagine britannica e Baltimora fu rappresentata dal West Ham Utd. La seconda metà del campionato fu giocata dalle rose regolari. Quello fu l'ultimo campionato NASL dei Bays, che chiusero all'ultimo posto del torneo.
Fino al 1968 la squadra giocò al Memorial Stadium; la stagione 1969 fu disputata al Kirk Field, il campo della scuola calcio di Baltimora.

### Baltimore Bays 1972-1973
La seconda squadra con tale nome, che era formata da molti giocatori provenienti dai Bays originali, disputò due edizioni dell'American Soccer League. La stagione d'esordio fu disputata con il nome di Baltimore Stars.

### Baltimore Bays 1993-1998
Il terzo club a essere noto con tale nome disputò, dal 1993 al 1998, il campionato di terza divisione statunitense USL-2, allora noto come USISL. Dal 1999 la squadra è divenuta Eastern Shore Sharks, dopo il trasferimento a Salisbury. Partecipante sia alla stagione regolare estiva che a quella indoor invernale, ha vinto tre edizioni consecutive di quest'ultima, dalla stagione 1995/1996 a quella 1997/1998.

## Allenatori
- Doug Millward (1967)
- Gordon Jago (1968-1969)
- Mark Scardina (1972)
- Joe Speca (1972)
- Dennis Viollet (1973)

## Palmarès

### Altri piazzamenti
- National Professional Soccer League (1967):

Secondo posto: 1967